# Мирзян
Мирзя́н (болг. Мързян) — село в Смолянській області Болгарії. Входить до складу общини Златоград.

## Населення
За даними перепису населення 2011 року у селі проживали 0 осіб.
Динаміка населення: